# Моя любимая ведьма
«Моя́ люби́мая ве́дьма» — российская комедия положений, снятая компанией Леан-М, ремейк популярного американского сериала «Моя жена меня приворожила».
С 7 декабря 2008 по 9 июня 2009 года (с учётом трёхмесячного перерыва) в эфир вышло 50 серий.
С 3 октября по 9 декабря 2011 года на ТВ3 шли повторы серий ситкома. До этого шли несколько раз: с 2 ноября 2009 года по 18 января 2010 года, и с 15 июля по 27 августа 2010 года.

## Сюжет
Соседи обычной семейной пары в заурядном подмосковном городке и представить себе не могли, что обаятельная красавица и скромный музработник в детском саду Надя Столетова — потомственная ведьма с дипломом. Её прапрапрабабушка — настоящая Баба-Яга, мать — практикующая колдунья, а сама Надя, несмотря на оконченную Высшую Школу Ведьм, стремится к самому простому человеческому счастью.
Её муж Иван, целеустремлённый, серьёзный, успешный сотрудник рекламного агентства, к колдовским способностям жены относится скептически. Но, тем не менее, в сложных ситуациях он всё-таки принимает её помощь. Очень сложно отказаться от исполнения желаний, когда твоя жена ведьма. Твоя любимая ведьма…

## История создания
Сериал снимался как адаптированный ремейк популярного американского сериала «Моя жена меня приворожила». На съемках ситкома постоянно присутствовал консультант от Sony Pictures Television International по спецэффектам Ян О’Конер, создававший спецэффекты к фильмам «Пираты Карибского моря», «Звёздные войны» и другим. По словам актрисы главной роли Анны Здор этот сериал являлся совместной работой «с компанией Сони Пикчерс, по условиям которой наш сериал должен быть именно калькой с оригинала» По словам режиссера-постановщика Шабана Муслимова «- Мы снимаем полноценный ситком, а оригинальный американский телефильм таковым не являлся — это просто добрая семейная сказка. — Поэтому какие-то шутки берем из первоисточника, но большую часть придумываем сами».
В результате адаптации в сериале появился новый герой Павел, друг и коллега Ивана Столетова. «Тетя Клара» из американского сериала превратилась в учительницу Нади по волшебству Клару Андреевну.
Зимой с 7 по 28 декабря 2008 года транслировалась самые первые (пилотные) серии «волшебной комедии». В них соседа Столетовых Анатолия играл Армен Джигарханян, которого в новых сериях заменил Эммануил Виторган.
С 20 апреля по 9 июня 2009 года выходили новые серии (21—50).
Одной из особенностей данного сериала стало участие в съемках большого количества животных (в которых так или иначе превращались различные герои): лягушки, пони Мандарин, обезьяна, кот Кузя. В марте 2009 года фильм демонстрировался на IV кинофестивале «Золотой клык». На этом фестивале кот Кузя участвовавший и в этом сериале получил награду (за иной фильм) из рук Анны Здор. Эта актриса в июне 2009 года предполагала, что сериал будет номинироваться на данном кинофестивале в 2010 году.

## В ролях

### Главные персонажи
- Анна Здор — Надежда Столетова, жена Ивана
- Иван Гришанов — Иван Столетов
- Марина Есипенко — Маргарита (мать Нади)
- Эммануил Виторган — Анатолий
- Павел Галич — Павел (друг Ивана Столетова)
- Ольга Богданова — Розалинда Петровна
- Иннокентий Тарабара — Пётр Павлович Протасевич, начальник Ивана Столетова

### Второстепенные лица
В разных сериях участвовали следующие актёры:
- Тамара Муро — секретарь Света
- Наталья Лесниковская — Жанна
- Станислав Эрклиевский — Роман
- Светлана Шершнёва — Клара Андреевна (учительница Надежды Столетовой) (Камео)
- Армен Джигарханян — Анатолий (1 серия)
- Алёна Апина — камео
- Аркадий Укупник — камео
- Марина Голуб — мать Ивана Столетова (Камео)
- Сергей Дорогов — отец Ивана Столетова (Камео)
- Юлия Галкина — Катерина-Кошка
- Анфиса Чехова — соседка Ли Бидова
- Максим Пинскер — камео
- Филипп Киркоров — Алёша
- Ирина Лосева — Клара (32, 33, 36 серии)
- Борис Щербаков — Антон (друг Клары Андреевны) (Камео)
- Мария Кожевникова — Олеся (Камео)
- Михаил Полицеймако — маг Виссарион (Вадим Геннадьевич)
- Екатерина Копанова — домработница
- Юлия Захарова — камео (43 серия)
- Нина Персиянинова — Зина (45 серия)
- Виктор Логинов — заказчик (Камео) (46 серия)
- Фёдор Добронравов — Сталин (34 серия)

## Съёмочная группа и производство
- Продюсеры — Тимур Вайнштейн, Олег Осипов
- Сопродюсер — Шабан Муслимов
- Исполнительный продюсер — Михаил Соколов
- Креативный продюсер — Тимур Акавов
- Автор сценария — «Гильдия авторов», главные авторы — Илья Литвиненко, Сергей Борзунов
- Режиссёр-постановщик — Петр Белышков
- Оператор-постановщик — Александр Шмид
- Композитор — Сергей Кирилов, Сергей Миланин
- Художник-постановщик — Юлия Чарандаева
- Художник по костюмам — Никита Нагибин
- Художник по гриму — Ольга Карнаушенко
- Режиссёр визуальных спецэффектов — Ренат Юнусов
- Режиссёр компьютерных спецэффектов — Александр Днепровский
- Продюсер спецэффектов — Дмитрий Власов